# 51 الفرس الأعظم b
الفرس الأعظم 51 بي أو 51 بيغاسوس بي (بالإنجليزية: 51 Pegasi b)‏ الذي يرمز له بالرمز HD 217014b، هو كوكب خارج المجموعة الشمسية، في كوكبة الفرس الأعظم، يتبع 51 Pegasi ‏.

## الاكتشاف
اكتشف في 6 أكتوبر 1995، وكانت طريقة الاكتشاف دوبلر الطيفي.